# Certonotus rufipes
Certonotus rufipes is een insect dat behoort tot de orde vliesvleugeligen (Hymenoptera) en de familie van de gewone sluipwespen (Ichneumonidae). De wetenschappelijke naam van de soort werd voor het eerst geldig gepubliceerd door Peter Cameron in 1911.
H.A. Lorentz verzamelde de soort tijdens de Eerste Zuid Nieuw-Guinea Expeditie in 1907. De vindplaats is "Bivak Island" in het voormalige Nederlands-Nieuw-Guinea.